# Dominique Bouchard
Dominique Bouchard, född 29 maj 1991, är en kanadensisk simmare. 
Bouchard tävlade i två grenar för Kanada vid olympiska sommarspelen 2016 i Rio de Janeiro. Hon tog sig till semifinal på både 100 och 200 meter ryggsim.

## Personliga rekord
| Långbana (50 meter) - 50 meter ryggsim – 28,63 (Charlotte, 13 maj 2016) - 100 meter ryggsim – 59,80 (Kazan, 9 augusti 2015) - 200 meter ryggsim – 2.08,16 (Kazan, 7 augusti 2015) | Kortbana (25 meter) - 100 meter ryggsim – 59,26 (Toronto, 23 november 2013) - 200 meter ryggsim – 2.05,72 (Toronto, 22 november 2013) |